# Urban Cookie Collective
Urban Cookie Collective – brytyjska grupa eurodance założona w 1993 w Manchesterze. Członkami grupy byli: Rohan Heath (klawiszowiec), Diane Charlemagne (wokalistka) oraz raperzy: Simon Bentall i Peter Samson. zespół najbardziej jest znany z singla The Key-The Secret.

## Albumy
- 1994 High On A Happy Vibe
- 1995 Tales From The Magic Fountain
- 2000 The Very Best Of UCC
- 2004 The Very Best Of
- 2010 The Key,The Secret - The Very Best Of

## Single
- 1992 "Pressin' On"
"Lucky Stars"
- 1993 "The Key The Secret"
"Feels Like Heaven"
- 1994 "Sail Away"
"High On A Happy Vibe"
"Bring It On Home (Family)"
- 1995 "Spend The Day"
"Rest Of My Love"
"So Beautiful"
- 1996 "The Key The Secret (Remix)"
"Champagne Supernova"
"Witness"
- 1997 "Ain't It A Shame"
- 2000 "Mercedes Benz"
- 2004 "The Key The Secret 2004"
- 2005 "The Key The Secret 2005"